# بوروك اوكان
بوروك اوكان (بالبرتغالية: Buru‏) (14 أبريل 1976 بفيتوريا، البرازيل في البرازيل - ) هو لاعب كرة قدم برازيلي في مركز الدفاع. لعب مع لوكوموتيف موسكو ونادي روما ونادي كورينثيانز وCR Vasco da Gama (beach soccer) ‏.

## وصلات خارجية
- بوروك اوكان على موقع الاتحاد الدولي (مؤرشف)  (الإنجليزية)